# Microsoft Onenote
Microsoft Onenote, tidigare Microsoft Office Onenote och i marknadsföringssyfte skrivet Microsoft OneNote, är ett program för anteckningar, informationsinsamling och samarbete mellan flera användare. Programmet kan samla användarens anteckningar (handskrivna eller maskinskrivna), ritningar och ljudkommentarer och sedan dela dem med andra användare över internet.

## Överblick
Onenote är en grundläggande ordbehandlare. Användaren kan föra in text via ett tangentbord, skapa tabeller och lägga in bilder. Till skillnad från en vanlig ordbehandlare så kan dock användare lätt skriva var som helst i dokumentet genom att klicka på ytan där texten ska placeras. Användare behöver inte heller välja att spara då Onenote sparar all data löpande vart efter den förs in. 
Informationen i Microsoft Onenote sparas som "sidor" som är organiserade i "notebooks". Onenotes användargränssnitt är en elektronisk version av ett anteckningsblock som kan användas för att göra anteckningar men även för att sammanställa material insamlat från andra applikationer. Notebooks i Onenote är designade för insamling, organisering och delning av obehandlat material snarare än som ordbehandlare och wikier som används för material som ska publiceras på ett eller annat sätt. Skillnaden märks i vissa funktioner och attribut hos Onenote: Sidor kan ha helt valfri storlek, bitmap-bilder kan klistras in utan minskning av bildkvalitet och det finns inget stöd för någon typ av påtvingad layout, mall eller struktur. Användaren kan även lägga till multimediafiler och webblänkar. Filformatet för filer skapade i Onenote (.one) är skyddat.
Även om Onenote är mest använt på laptops och vanliga stationära datorer så finns det extra funktionalitet för användning med stylo-pennor på tablet-PC. 
Onenote erbjuder integration av sökfunktioner och hämtning av grafik och från ljudregister. Bilder kan sökas fram för inbäddat textmaterial. Ljudupptagningar kan även sökas efter fonetiskt genom att ange en textnyckel och kan även spelas upp parallellt med anteckningar som tagits samtidigt som inspelningen. 
Funktionaliteten för flera användare ger möjlighet att editera i ett icke uppkopplat läge för att sedan synkronisera materialet vid uppkoppling. Detta gör det till ett verktyg för arbetsgrupper som samarbetar där medlemmarna inte alltid är uppkopplade. Onenote är designat som ett samarbetsverktyg och låter mer än en person arbeta på samma sida samtidigt.

## Plattformsstöd
Microsoft Onenote 2003 kan köras på Microsoft Windows 2000, Microsoft Windows XP, Microsoft Windows Vista eller Windows 7.
Onenote 2007 använder ett funktionsförbättrat filformat från Onenote 2003. Filer skapade i Onenote 2003 kan öppnas i Onenote 2007 och uppgraderas till det nya formatet för att kunna editeras i Onenote 2007.
Microsoft Onenote Mobile för smartphone och Pocket är inkluderat i Microsoft Onenote 2007. Microsoft Onenote Mobile är även inbyggt i Windows Mobile Professional 6.1. Microsoft har släppt en Iphone applikation för Onenote som är gratis under en begränsad tid efter släppet och kan laddas ner via App Store. Slutligen så finns även en klient för Iphone, Ipad och Android som utvecklats av Businessware Technologies Inc. 
Microsoft Onenote stöder Microsoft Live Mesh som möjliggör molnbaserad lagring och synkronisering av Onenote-filer och tillåter visning och editering från andra Onenote-klienter, inklusive Office Online. Microsoft Onenote 2007 stöder även samtidigt editering utan låsning av delade Onenote-dokument av flera användare när dokumentet är sparat i en delad mapp, Live Mesh, Windows Live Skydrive eller Dropbox.

## Versionshistorik
| Släpp av produkt         | Datum             |
| ------------------------ | ----------------- |
| Första tillkännagivandet | 17 november 2002  |
| Onenote 2003             | 21 oktober 2003   |
| Onenote 2003 SP1         | 27 juli 2004      |
| Onenote 2003 SP2         | 27 september 2005 |
| Onenote 2003 SP3         | 17 september 2007 |
| Onenote 2007             | 30 januari 2007   |
| Onenote 2007 SP1         | 11 december 2007  |
| Onenote 2007 SP2         | 28 april 2009     |
| Onenote 2010             | 15 juni 2010      |
| Onenote 2010 SP1         | 28 juni 2011      |